# Sirajuddin Haqqani

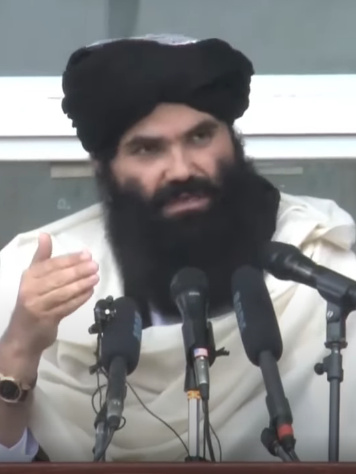
Sirajuddin Haqqani 2022.

Sirajuddin Haqqani är ledare för det terroriststämplade islamistiska Haqqaninätverket som är allierat med talibanerna. Sedan september 2021, strax efter talibanernas maktövertagande i Afghanistan, är han inrikesminister i regeringen för det "islamiska emirat" som utropats av talibanerna men som (juni 2022) inte är en internationellt erkänd stat.
Sirajuddin Haqqani är enligt olika källor född 1973 eller 1979. Han är näst äldste son till Haqqaninätverkets grundare Jalaluddin Haqqani och övertog rollen som nätverkets ledare vid faderns död 2018. Han är efterlyst av FBI mot en belöning på 10 miljoner US-dollar, som ansvarig för ett antal attacker mot afghanska och internationella mål i Afghanistan.